# Bailey interior

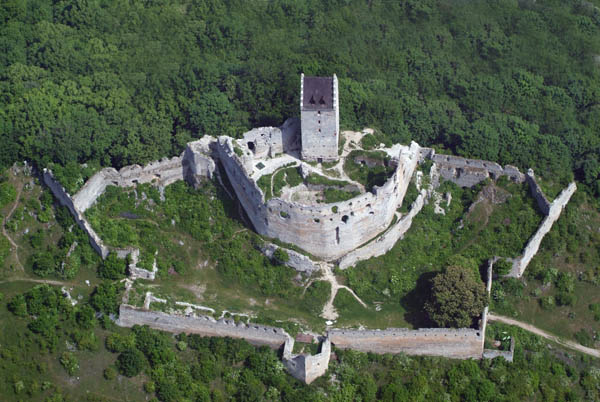
Vista do bailey interior do Castelo de Topoľčany (Eslováquia).

O bailey interior ou pátio interno ou ala interna de um castelo é o recinto fortemente fortificado no coração de um castelo medieval. É protegido pela ala externa e, às vezes também por um Zwinger, fossos, uma parede de cortina e outros outworks. Dependendo da topografia, também pode ser chamado de pátio superior ou ala superior.
O pátio interno incluía os aposentos mais importantes e elementos defensivos para o senhor e sua família, por exemplo, o grande salão, o palácio, a casa da torre e a torre de menagem ou bergfried (uma "torre de combate independente"). O poço ou cisterna do castelo costumava ser encontrado no pátio interno, porque os suprimentos de água eram particularmente importantes no passado para resistir a um cerco por qualquer período de tempo.

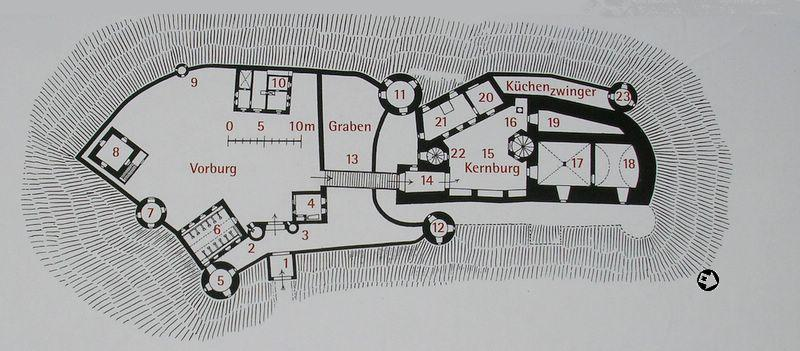
Plano dos baileys externos e internos do Castelo de Alt-Trauchburg (Alemanha). O Graben é a vala do pescoço e à sua direita está o pátio interno, acessível por uma ponte de madeira.

O pátio interno é geralmente a parte mais antiga de um castelo, porque contém os prédios que foram os primeiros a serem construídos durante sua construção. Frequentemente, tem torres de flanco que permitiam que o fogo de pasto fosse levado à frente da parede de cortina e dava proteção adicional ao portão do castelo.
Em castelos complexos, os edifícios da ala interna eram frequentemente agrupados em um anel em torno de um pátio que funcionava como uma área de armazenamento central e - se fosse grande o suficiente - como uma arena de torneio. A fortaleza dos primeiros tempos modernos de Hohensalzburg (Áustria) com o antigo pátio interno no centro.
Os termos "muralha superior" ou "muralha superior" às vezes são usados para descrever a muralha interna de um castelo na colina ou castelo de água onde a ala principal era geralmente mais alta do que a muralha externa ou "inferior". Da mesma forma, a ala interior românica da Fortaleza Hohensalzburg ainda é chamada de Estoque Hoher ("Andar Superior").